# 王群 (1961年)
王群（1961年6月—），男，汉族，湖南沅江人，中华人民共和国政治人物。

## 生平
王群早年在铁道部下属的田心铁路技术学校机械制造专业学习，1981年8月毕业并参加工作，任株洲电力机车厂变压器分厂实习生、技术员、助理工程师。1984年11月，任株洲电力机车厂厂办秘书，在此期间，王曾在中央党校函授学院经济管理专业学习，并获得了大学专科文凭。1987年10月加入中国共产党。1989年1月，任株洲电力机车厂办公室副主任。1992年5月，任株洲电力机车厂办公室主任。
1996年2月，王群离开国企，转战政界，出任株洲市人民政府副秘书长、市政府办公室主任、党组副书记。2000年2月，任中共株洲市石峰区委书记。2000年9月，任中共株洲市委常委、中共株洲市天元区委书记。2001年1月，任中共株洲市委常委、中共株洲高新技术产业开发区工委书记、中共株洲市天元区委书记，在天元任内，他曾于2000年8月至2002年12月在中央党校函授学院行政管理专业学习，并获得本科文凭。2005年7月，任中共株洲市委常委、市纪委书记。2006年12月，任中共株洲市委常委、市人民政府常务副市长。2008年5月，任中共株洲市委副书记、市人民政府常务副市长、代市长，2009年1月转正。
2013年3月，任中共常德市委书记。2013年，当选第十二届全国人民代表大会湖南地区代表。2017年3月，任湖南省人民政府秘书长。
2021年7月30日，湖南省第十三届人民代表大会常务委员会第二十五次会议决定免去王群的湖南省政府秘书长职务。同日，王群被湖南省政府聘任为政府参事，聘期至2024年6月。
2023年4月2日，王群因为涉嫌严重违法违纪，接受湖南省纪委监委审查调查。同年9月，因为严重违纪违法，遭湖南省纪委监委开除党籍与公职。